# 塞希利耶讷
塞希利耶讷（法語：Séchilienne，法語發音：[seʃiljɛn]）是法国伊泽尔省的一个市镇，位于该省南部，属于格勒诺布尔区。

## 地理
塞希利耶讷（45°3'17"N, 5°50'6"E）面积21.47 平方千米，位于法国奥弗涅-罗讷-阿尔卑斯大区伊泽尔省，该省份为法国东南部内陆省份，北起顺时针与安省、萨瓦省、上阿尔卑斯省、德龙省、阿尔代什省、卢瓦尔省和罗讷省。
与塞希利耶讷接壤的市镇（或旧市镇、城区）包括：上沃尔纳韦、利韦和加韦、圣巴泰勒米-德塞希利耶讷、下沃尔纳韦、维济勒、尚鲁斯。

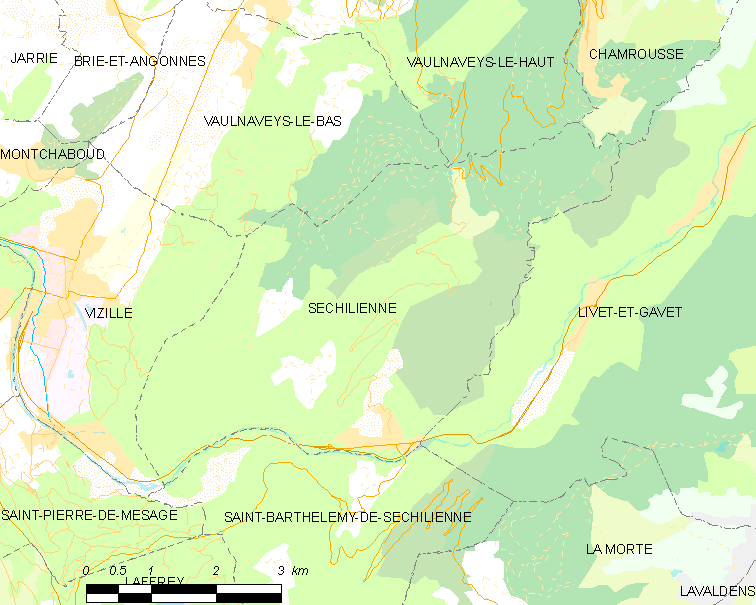
塞希利耶讷的OSM定位图

塞希利耶讷的时区为UTC+01:00、UTC+02:00（夏令时）。

## 行政
塞希利耶讷的邮政编码为38220，INSEE市镇编码为38478。

## 政治
塞希利耶讷所属的省级选区为瓦桑-罗曼什县。

## 人口

1962-2008年间塞希利耶讷人口变化图示

塞希利耶讷于2022年1月1日时的人口数量为1004人。